# Verdabbio

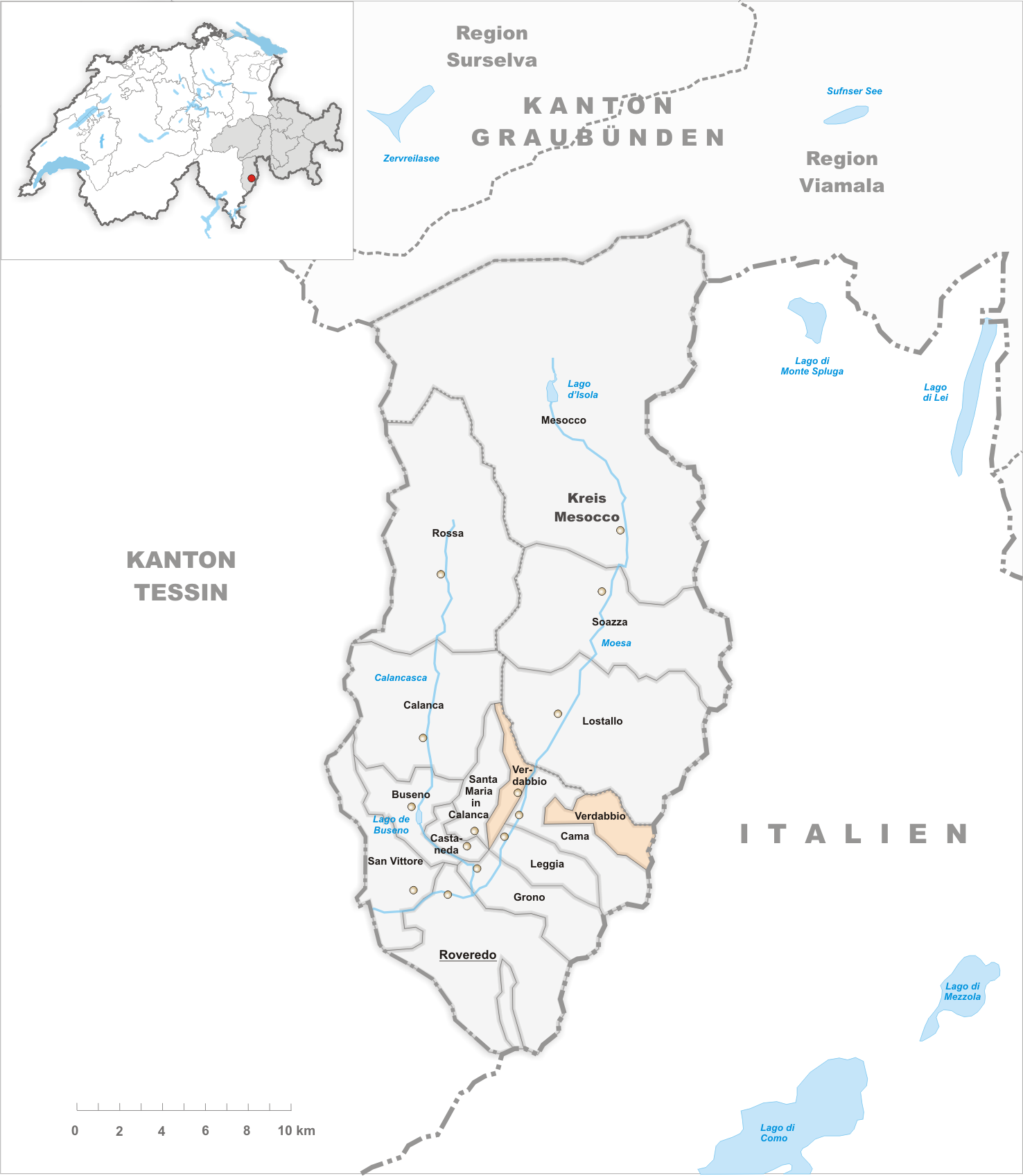
Gemeindestand vor der Fusion am 1. Januar 2017

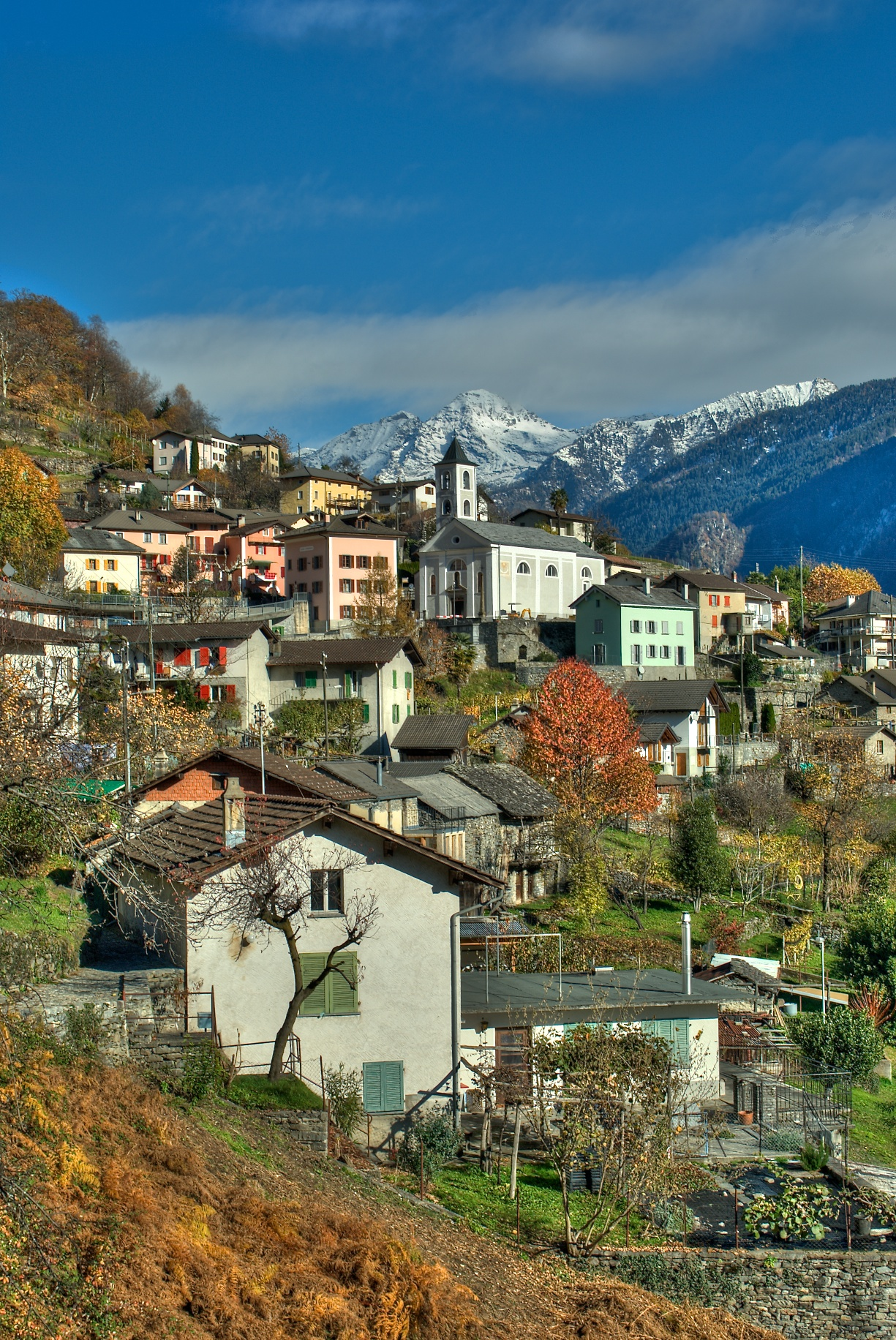
Verdabbio

Verdabbio ist eine Ortschaft in der Gemeinde Grono im Schweizer Kanton Graubünden. Bis zum 31. Dezember 2016 war sie eine selbständige politische Gemeinde.

## Geographie
Die Gemeinde liegt auf einer Terrasse zwischen dem Ria di Val di Cama und dem Piz Duna auf der rechten Seite des Misox rund 300 Höhenmeter über dem Talgrund. Der Weiler Valdort (509 m ü. M.) liegt östlich unterhalb des Dorfs. Ein weiterer Ortsteil ist Piani di Verdabbio (370 m ü. M.), welcher sich eineinhalb Kilometer nordöstlich des Dorfs in der Talsohle westlich der Moesa befindet. Zur Gemeinde gehört auch ein Grossteil des Val di Cama, eines linken Seitentals des Misox. Die Ostgrenze von Verdabbio ist gleichzeitig die Landesgrenze zu Italien.
Vom gesamten Gemeindegebiet von 1311 ha sind 814 ha (= 62,1 %) bewaldet und 418 ha (= 31,9 %) Gebirge. Bloss 64 ha sind landwirtschaftlich nutzbar, und fünfzehn Hektaren sind Siedlungsfläche.

## Geschichte
Eine erste Erwähnung findet das Dorf im Jahre 1203 unter dem damaligen Namen Vertabio.  Anlässlich der Verleihung etlicher Alpen im Rheinwald (1301) werden ein Andricus von Verdabbio, dann Albertus, Sohn des Herrn Marcoardus de Verdabbio genannt. Es scheint sich um ein Edelgeschlecht zu handeln, das ursprünglich von Verdabbio stammte und später in Misox lebte. Das Dorf gehörte zur 2. Squadra des Gerichts Roveredo GR, das mit Misox und Calanca ein Hochgericht des Obern Bundes bildete. In Bellinzona kauft es sich 1524 von jeder Zehntverpflichtung gegenüber Franz von Sacco-Norantola los, ebenso 1561 von den Zehntrechten des Giacomo de Sacco in Roveredo. Seit 1851 gehört die Gemeinde zum Kreis Roveredo.
Auf den 1. Januar 2017 fusionierten Verdabbio und Leggia mit Grono.

## Wappen
Blasonierung: In Rot eine gestürzte goldene (gelbe) Spitze, belegt mit einer blauen Traube.
Die gestürzte Spitze in den Farben der Freiherren von Sax steht für den Anfangsbuchstaben des Gemeindenamens, während die Traube auf den Weinbau verweist.

## Bevölkerung
| Bevölkerungsentwicklung | Bevölkerungsentwicklung | Bevölkerungsentwicklung | Bevölkerungsentwicklung | Bevölkerungsentwicklung | Bevölkerungsentwicklung | Bevölkerungsentwicklung | Bevölkerungsentwicklung |
| ----------------------- | ----------------------- | ----------------------- | ----------------------- | ----------------------- | ----------------------- | ----------------------- | ----------------------- |
| Jahr                    | 1802                    | 1850                    | 1900                    | 1950                    | 2000                    | 2004                    | 2015                    |
| Einwohner               | 145                     | 198                     | 185                     | 177                     | 164                     | 163                     | 163                     |

Die Bevölkerung spricht eine lombardische Mundart und Italienisch. Im 19. Jahrhundert wanderten zahlreiche Einwohner nach Kalifornien, Australien und Belgien aus. Von den Ende 2004 163 Bewohnern waren 145 (= 88,96 %) Schweizer Staatsangehörige.

## Verkehr
Die Gemeinde ist durch die Postautolinie Grono-Verdabbio ans Netz des öffentlichen Verkehrs angeschlossen.

## Sehenswürdigkeiten

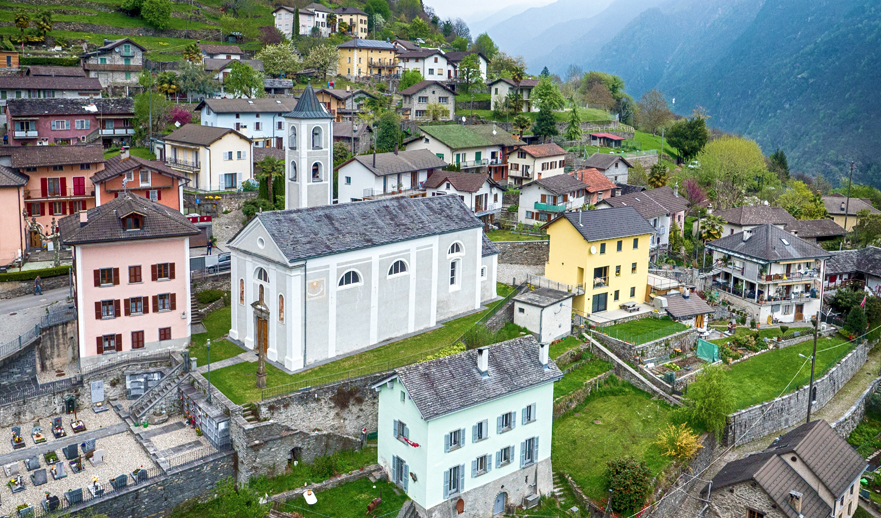
Dorf Verdabbio

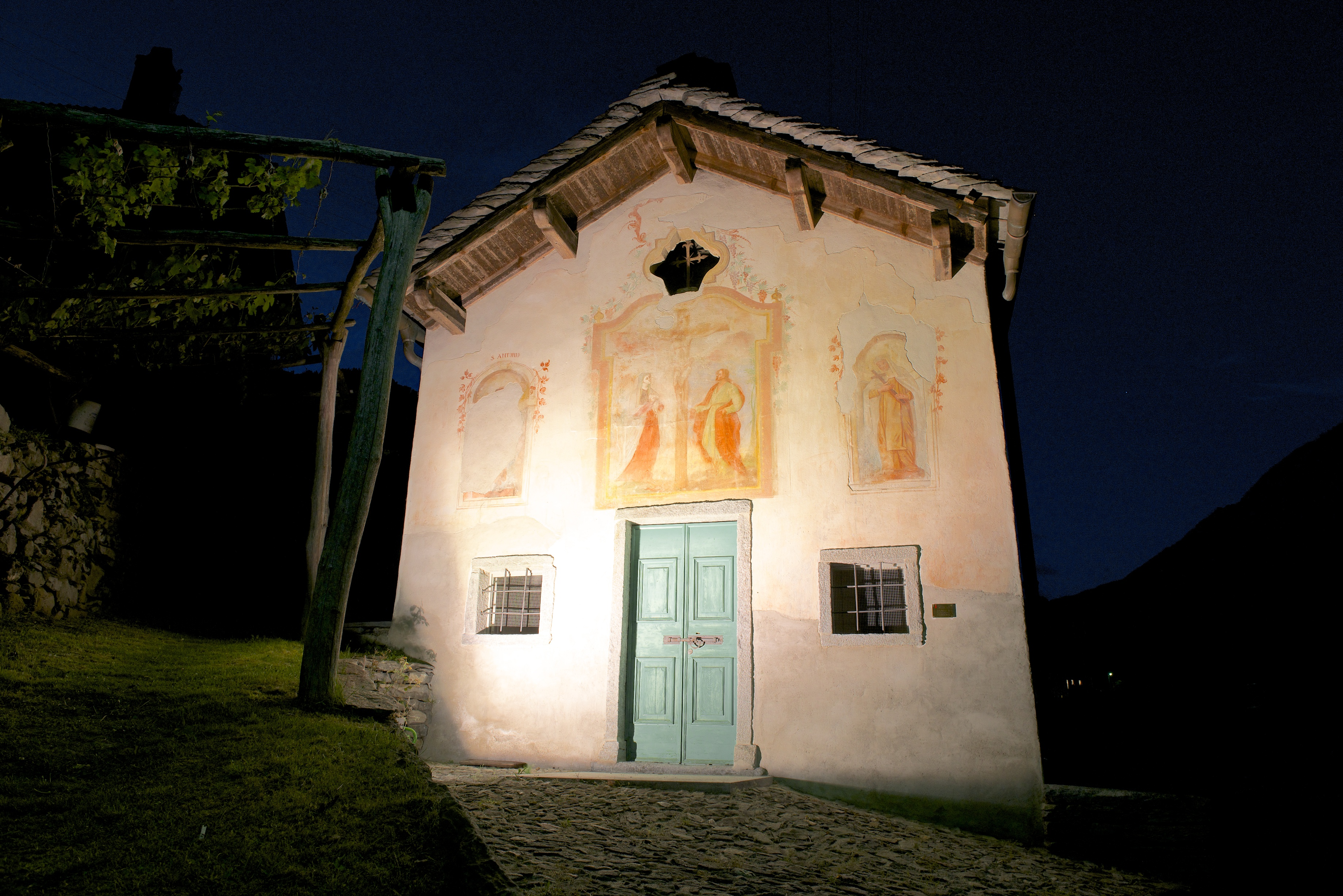
Betkapelle Santa Madonna Addolorata

Die drei Gotteshäuser der Gemeinde sind die interessantesten Gebäude des Orts:
- die Pfarrkirche San Pietro, welche 1631 im Barockstil erbaut wurde und auf einem älteren Fundament ruht[3][4]
- die Betkapelle Santa Madonna Addolorata aus dem gleichen Jahrhundert[3]
- die Kirche Santa Maria Immacolata im Ortsteil Valdort[3]

Sehenswert sind ausserdem:
- ein Bauernhaus[3]
- ein Schalenstein genannt Asccitt (geschnittet) im Ortsteil Al Pian dèla Conca (695 m ü. M.)[5]
- ein Schalenstein genannt El sass de Natal[6]